# Тёмный убийца
«Темный убийца» (англ. Dark Intruder) — американский черно-белый фильм ужасов 1965 года Харви Харта. Фильм стал пилотным проектом неудачного телесериала «Черный плащ», сценарий к которому написал Барре Линдон. Действие фильма происходит в Сан-Франциско в 1890 году и рассказывает о сыщике и эксперте по оккультизму Бретте Кингсфорде.

## Сюжет
В Сан-Франциско произошла серия убийств женщин, подобных тем, что были совершены в 1888 году в Лондоне Джеком Потрошителем. Рядом с телом убийца оставляет статуэтки из слоновой кости в виде головы рептилии. Кингсфорд, эксперт в области сверхъестественного, и его помощник Никола (Чарльз Болдердер) связывают происшествия с план шумерского демона вернуться на землю и завладеть человеческим телом. Людей убивает демон, который с каждый убийством становиться сильнее. Похоже, между четырьмя жертвами есть связь.
Кингсфорд узнает у старого китайского торговца Чи Зангом подробности о статуэтке, который показывает мумифицированное существо с отвратительным клыкастым ртом, которое и является шумерским демоном. Мумия демона выполнена вместе с колесом с семью спицами. Демону нужно совершить семь убийств. Кингсфорд идет в магазин своего друга Роберта Ванденбурга, где они ранее договорились встретиться. По пути на него нападает горбатая тень, с длинными ногтями, в плаще и издающая демонический рык. Кингсфорд отражает атаку и тогда Темный убийца исчезает.

## В ролях
- Лесли Нильсен в роли Бретта Кингсфорда
- Питер Марк Ричман в роли Роберта Ванденбурга
- Джуди Мередит в роли Эвелин Лэнг
- Гилберт Грин в роли Харви Мисбаха
- Чарльз Болендер в роли Никола
- Вернер Клемперер в роли профессора Малаки
- Вон Тейлор в роли доктора Бердетт
- Питер Брокко в роли Чи Занга
- Билл Куинн в роли соседа

## Производство
Продюсером «Черного плаща» должна была стать телекомпания Альфреда Хичкока Shamley Productions, которая также продюсировала «Подарки Альфреда Хичкока», «Час Альфреда Хичкока» и «Подозрение», а также фильм «Психо». Когда пилотную серию сочли слишком страшной и жестокой для телевидения середины шестидесятых, NBC продала её Universal Pictures, с которой у Хичкока был контракт. Universal перемонтировала пилотный фильм в художественный фильм и распространила его по автомобильным кинотеатрам в качестве второго полнометражного фильма к двойному счету, в который также входил фильм Уильяма Касла «Я видел, что вы сделали» (тоже 1965).
По сюжету и характеру фильм напоминал «Комнату ужасов» (1966), снятую в следующем году и имевшую аналогичную судьбу. Критик Леонард Малтин писал, что «Темный убийца» отличался: «сложным сюжетом со сложным применением приемов, смешивающихся с напряжением», и что это сделало его «единственным в своем роде фильмом».

## Критика
Эндрю Мильоре и Джоне Страйсике в статье «Скрытень в вестибюле: путеводитель по кинотеатру Г. П. Лавкрафт» отмечают влияние творчества Лавкрафта.
Чарльза Митчелл ссылается на фильм в своей статье «Полная Фильмография Лавкрафта».
Писатель и кинокритик Леонард Малтин наградил фильм тремя звездами из четырёх, назвав его «почти безупречным сверхъестественным триллером». Малтин похвалил запутанный сюжет и «исключительное использование периода времени», но раскритиковал неравномерный темп фильма. Дэйв Синделар на своем веб-сайте Fantastic Movie Musings and Ramblings дал фильму положительную оценку, высоко оценив атмосферу фильма, интересных персонажей и сюрпризы в сюжете. TV Guide дал фильму неоднозначную оценку; присуждение ему двух звезд из пяти.